# Isoetes echinospora
Isoetes echinospora Durieu è una pianta appartenente alla famiglia delle Isoetaceae, originaria di Europa e Asia.

## Descrizione

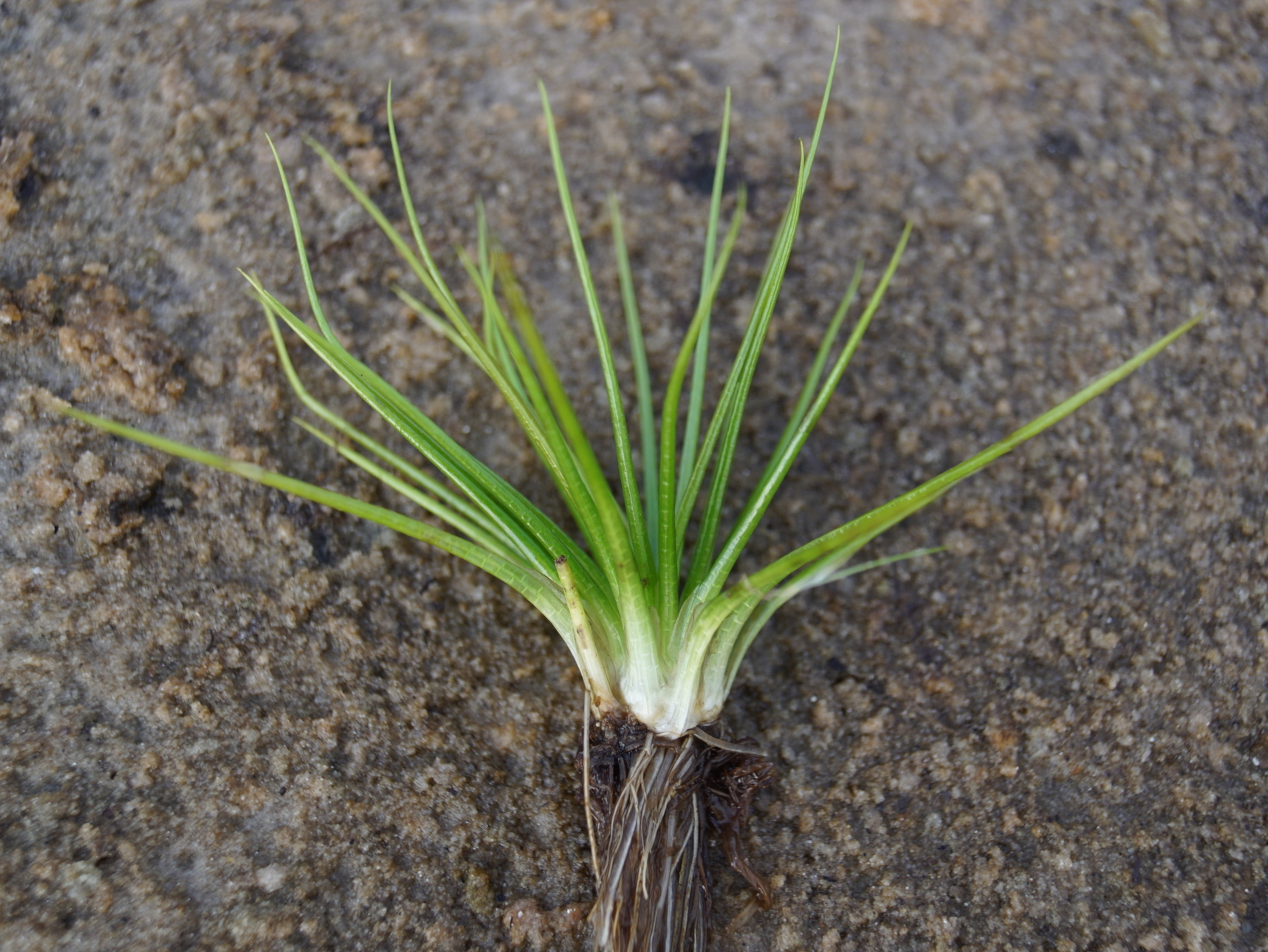
Esemplare di I. echinospora

I. echinospora è una pianta acquatica che cresce sommersa, e radicata nel terreno sul fondo. Possiede foglie flessibili tutte basali che si assottigliano gradualmente dalla base verso l'estremità, simili a erba. Le foglie sono lunghe 5-15 cm e larghe circa 1 mm e sono di colore verde brillante ma più chiare verso la base. La base della foglia è più allargata e di colore bianco-brunastro.
I. echinospora è solitamente completamente sommersa, ma in acque poco profonde può emergere se l'acqua si ritira. Le spore vengono prodotte a partire dall'inizio dell'estate, in uno sporangio che si trova sulla faccia interna della base della foglia.
Vengono prodotti due tipi di spore: le megaspore, bianche a maturità, (femminili) sono visibili a occhio nudo (diametro da 0,25 a 0,55 mm) e presentano numerose protrusioni sulla superficie che conferiscono un aspetto spinoso; le microspore (maschili) sono di colore grigio o marrone chiaro e sono grandi meno di 1/10 delle megaspore.

## Distribuzione e habitat
I. echinospora è originaria di un'area che si estende dall'Europa alla Siberia, inclusa l'Italia. È una pianta elofita (che cresce nelle paludi) e si rinviene principalmente nel bioma temperato.